# نمایش ریبوزوم
نمایش ریبوزوم (به انگلیسی ribosome display) تکنیکی است که از نمایش تکامل پروتئین در حالت in vitro، به منظور ساخت پروتئین‌هایی که به لیگاندهای دل خواهمان متصل می‌شونداستفاده می‌کند. این پروسه در پروتئین‌های ترجمه شده که با mRNA اجدادی شان همراه می‌شوند نتیجه می‌دهد و به عنوان یک کمپلکس مورد استفاده قرار می‌گیرد تا به لیگاند غیرمتحرک در مرحلهٔ انتخاب (selection) متصل شود. ترکیب mRNA-پروتئین که به خوبی به هم وصل شده‌اند سپس به cDNA رونویسی معکوس می‌شوند و توالی آن‌ها با PCR زیاد می‌شود. نتیجه نهایی، یک سکانس نوکلئوتیدی است که می‌تواند برای ساخت پروتئین‌های متصل شونده محکم مورد استفاده قرار گیرد.